# ドライバーズ・リクエスト
『ドライバーズ・リクエスト』は、2003年4月7日から2021年9月24日までJRN系列で平日に放送されたTBSラジオ制作のラジオ番組。放送時間・形態はネット局によって異なる（後述）。
番組開始から2021年5月21日までは全日本トラック協会（全ト協）の単独提供番組で、2014年3月31日から2021年5月21日までは『全日本トラック協会presentsドライバーズ・リクエスト』（ぜんにほんトラックきょうかいプレゼンツ ドライバーズ・リクエスト）というタイトルで放送。また、2016年3月14日放送分から番組終了まで宮崎瑠依と皆川玲奈（TBSテレビアナウンサー）が出演していた。

## 概要
TBSラジオがJRN系列局へ裏送りしていた『ミュージック・ハイウェイ』の後継番組で、週ごとにテーマを設定。「ドライバーの皆さんへの花粉症対策」や「高速道路を走行する際のアドバイス」などドライバー向けの内容やご当地のグルメ・名産品・スポットなどを紹介する企画などそのテーマに基づいた話題を紹介した後に、リスナーから寄せられたリクエストから1曲をワンコーラス分流している。投稿したリクエストが採用されたリスナーには、番組特製のクオカードを進呈する。
番組開始から2009年3月までは、女性のパーソナリティが1人で進行。ただし、生ワイド番組に内包しているTBSラジオとネット局では、出演者や放送形態が異なっていた（詳細後述、ネット局版の出演者は帆足由美）。2009年4月以降は、放送内容を全局で統一。番組の本編も、女性タレント（帆足→宮崎）が紹介する前述の話題を、TBSラジオでの内包先番組の女性パーソナリティ（小島慶子→赤江珠緒→小林悠）が聞くという構成に移行。その後後述する事情で、2016年3月14日（月曜日）放送分からは、内包先の番組に出演していない皆川が聞き手を務めていた。皆川はTBSへの入社前の青山学院大学在学中に学内の体育会自動車部で活動していたことから、当番組でも折に触れて、自動車部での体験談や自動車・ドライビングへの深い造詣が感じられるようなエピソードを披露している。
TBSラジオおよびネット局の放送時間は後述。一部のネット局では、編成上の事情などから、放送時間・形態を随時変更している。通常は自社制作の生ワイド番組に内包しているMBSラジオを例に取れば、プロ野球のデーゲーム中継・2015年準決勝開催日までの選抜高等学校野球大会中継・競馬中継・自社制作による特別番組の放送を優先する場合には、本来とは別の時間帯に独立番組として放送するパターンで対応している。TBSラジオでも、元日が月-金曜日に当たる場合には、本来の放送時間帯にスポーツ中継を編成する関係で午前8時台に放送するほか、2015年12月7日は、在京AMラジオ3局によるワイドFM開局記念番組の放送のため、『荒川強啓 デイ・キャッチ!』に内包したうえで17:00 - 17:07に放送したなどの例がある。
宮崎は第1子の出産を伴った産前産後休業のため、2020年5月15日（金曜日）放送分で一時休演。休演期間中の同月18日（月曜日）から7月10日（金曜日）までは、竹内香苗（TBS出身・宮崎と同じくホリプロ所属のフリーアナウンサー）が代演。7月13日（月曜日）放送分から宮崎が復帰したが、夫の荒波翔（ベースボール・チャレンジ・リーグの神奈川フューチャードリームスアドバイザー兼コーチ、元・横浜DeNAベイスターズ外野手）が新型コロナウイルスへ感染したことに伴って、8月末に臨む予定だった9月14日から9月17日までの放送分の収録を休演。この期間に、竹内が再び代演していた。

### 放送内容
全ト協が提供していた期間には、本編とエンディングの間に、全ト協のインフォマーシャルを1分間放送。当初は火曜日のみ他社のPTに充てていたが、2019年7月からは、木曜日にも同様の措置が講じられていた。進行役（小島→赤江→小林→皆川）がメッセージやリクエストの募集要領を告知した後に、「それでは、この後も安全運転でお過ごし下さい」という一言をはさんで、帆足→宮崎（休演期間中は竹内）による提供読みで本編を終了。本編の前後には、フローラ（HB-101、ニオイノンノ）やタキイ種苗（タネのタキイ）などのCM2本を、ヒッチハイク（TBSラジオなど）かカウキャッチャー（青森放送など多くの地方局）として流している。ネット局が上記のような特別編成を組んだ日には、本編を放送しない代わりに、インフォマーシャルの収録音源だけをローカル向けのスポットCM枠で流すこともあった。
2013年8月12日（月曜日）以降の募集要項では、番組に寄せられたメッセージが全ト協の広報誌である『広報トラック』に掲載される場合があることを帆足→宮崎（休演期間中は竹内）が言及。金曜日には、当該週のテーマと関係なく、トラックステーションの紹介や全ト協・道路関係者へのインタビューを金曜日に放送する週があった。それ以外の週には、2020年から宮崎と皆川による「ドライブトーク」を放送。ドライブに関するテーマを決めてのフリートークに充てている。

### 特別番組
全ト協が定める「トラックの日」である2011年10月9日には、TBSラジオとネット局で『ドライバーズ・リクエスト 特別番組 トラックは生活（くらし）と経済のライフライン』が1時間番組で放送された。小島・帆足のほか、ゲストとして生島ヒロシらが出演した。この番組の放送にともない、16:00から放送したTBSラジオでは『爆笑問題の日曜サンデー』が1時間短縮された。2012年10月9日にも同タイトルの番組が放送され、帆足と矢部美穂らが出演したが、赤江は出演しなかった。

## 番組の歴史

### TBSラジオ版とネット局版
番組開始から2009年3月までの6年間は、以下のように、TBSラジオとネット局で放送内容・形態が異なっていた（企画ネット番組）。これは、前述でも挙げた通り、ネット局はTBSラジオから裏送りされた『ミュージック・ハイウェイ』の後番組として放送したのに対して、TBSラジオは当時放送されたワイド番組『ストリーム』内の新番組として新たに立ち上げたことによるものである。
この期間には、番組のメールアドレスも、TBSとネット局で異なっていた。ただし、正月や政治的な節目に全ト協関係の広報を扱う場合には、TBSラジオでもネット局版を放送することがあった。
- TBSラジオ版 : 『ストリーム』の内包コーナーとして生放送。同番組のパーソナリティ・松本ともこが単独で進行していた。
- ネット局版 : 事前に収録した内容を、裏送り形式で放送していた。帆足がパーソナリティを担当。

### 放送内容の統一後
TBSラジオでは、2009年3月27日（金曜日）で『ストリーム』を終了。同年3月30日（月曜日）以降は、後継番組『小島慶子 キラ☆キラ』のパーソナリティである小島と帆足の出演で事前に収録した内容を、全局で放送する体制に移行した。これを機に、提供読みも帆足から小島に交代した。
TBSラジオでは2012年4月の番組改編で、『キラ☆キラ』に代わって『たまむすび』の放送を開始。これを機に、赤江が『たまむすび』の本編（生放送）に出演しない金曜日を含めて、赤江が小島の後任を務めるようになった。2014年12月31日放送分で、赤江・帆足がそろって番組を卒業した。
2015年1月1日放送分からは、小林・宮崎コンビによる進行の下に放送内容を一新。当時TBSのアナウンサーだった小林は、赤江の出演期間中とは逆に、『たまむすび』の本編（生放送）に出演しない月 - 木曜日を含めて当番組に登場していた。しかし小林は『たまむすび』を2016年2月26日放送分から休演。TBSでは、同年3月4日（金曜日）付で依願退職および『たまむすび』降板を発表した。当番組では、小林の休演期間中から退職翌週の同月10日（木曜日）まで、事前に収録した内容を当初の予定どおりに放送。同月14日（月曜日）放送分からは、宮崎が続投する一方で、『たまむすび』の本編に出演しない皆川が小林の後任を務めた。
宮崎の産前産後休暇期間中は、皆川を続投させたまま、竹内が宮崎の代役を担うことで対応していた。ただし、この期間中にも、宮崎が休演前に収録した全ト協のインフォマーシャルをそのまま放送していた。
TBSラジオでは『たまむすび』の1コーナー扱いとなっており、同番組のインスタグラムで収録の写真と共に内容が紹介されることもあるが、『たまむすび』はTBSラジオだけの放送であるため、ホームページや投稿のあて先は『たまむすび』とは別にされており、赤江・小林が担当していた期間を含め番組内では『たまむすび』の名は一切出さないようにされていた。

### 全ト協のスポンサー降板から番組の終焉へ
全ト協は、番組開始時から2021年5月21日（金曜日）放送分まで単独で提供を続けてきた。しかし、新型コロナウイルスへの感染拡大に伴う諸般の事情を理由に、同日限りで提供を終了。翌週（5月24日）からは、放送上のタイトルを『ドライバーズ・リクエスト』に戻すとともに、ノンスポンサーでの放送へ移行した。これに伴って、月・水・金曜日にも、全ト協のインフォマーシャル枠で他社またはACジャパンのCMを放送。番組に寄せられたメッセージを『広報トラック』に掲載する旨の告知や提供読みが割愛されたほか、金曜日の企画が「ドライブトーク」に統一された。
番組としての基本的な体裁やネット局は全ト協の提供終了後も変わっておらず、宮崎と皆川も出演を続けていたが、2021年9月24日（金曜日）放送分で終了。18年半の歴史に幕を閉じた。
TBSラジオおよびネット局では、翌週（9月27日）から『GIFT〜未来への贈り物〜』（馬場典子と週替わりのプレゼンターが出演する複数スポンサー制の収録番組）を後継番組扱いで放送していた。

## ネット局
最終回時点
- 全て平日の放送で、TBSラジオ以外は放送時間の早い順に記載。

| 放送対象地域   | 放送局名                      | 放送時間      | 備考                                                                                         |
| -------------- | ----------------------------- | ------------- | -------------------------------------------------------------------------------------------- |
| 関東広域圏     | TBSラジオ                     | 13:42 - 13:52 | 制作局 『赤江珠緒 たまむすび（月曜 - 木曜）』内 『金曜たまむすび（金曜）』内                 |
| 秋田県         | 秋田放送（ABS）               | 12:10 - 12:20 |                                                                                              |
| 長崎県・佐賀県 | 長崎放送（NBC） NBCラジオ佐賀 | 12:15 - 12:25 |                                                                                              |
| 宮城県         | 東北放送（tbc）               | 12:20 - 12:30 | 『GoGoはみみこい ラジオな気分（月曜 - 木曜）』内 『ラジオな気分フライデー×2（金曜）』内      |
| 山形県         | 山形放送（YBC）               | 12:20 - 12:30 | [ 21 ] [ 22 ]                                                                                |
| 山梨県         | 山梨放送（YBS）               | 12:20 - 12:30 | [ 23 ] [ 24 ]                                                                                |
| 新潟県         | 新潟放送（BSN）               | 12:23 - 12:32 | [ 25 ]                                                                                       |
| 岩手県         | IBC岩手放送                   | 12:25 - 12:35 | [ 26 ]                                                                                       |
| 和歌山県       | 和歌山放送（wbs）             | 12:30 - 12:40 | [ 27 ]                                                                                       |
| 静岡県         | 静岡放送（SBS）               | 12:45 - 12:55 | [ 28 ]                                                                                       |
| 福井県         | 福井放送（FBC）               | 12:50 - 13:00 | [ 29 ]                                                                                       |
| 岡山県         | RSK山陽放送                   | 12:50 - 13:00 |                                                                                              |
| 香川県         | 西日本放送（RNC）             | 12:50 - 13:00 |                                                                                              |
| 鹿児島県       | 南日本放送（MBC）             | 13:00 - 13:10 | [ 30 ]                                                                                       |
| 青森県         | 青森放送（RAB）               | 13:05 - 13:15 | 『GO!GO!らじ丸』内                                                                           |
| 島根県・鳥取県 | 山陰放送（BSS）               | 13:05 - 13:15 |                                                                                              |
| 高知県         | 高知放送（RKC）               | 13:05 - 13:15 |                                                                                              |
| 徳島県         | 四国放送（JRT）               | 13:10 - 13:20 |                                                                                              |
| 福岡県         | RKB毎日放送                   | 13:32 - 13:41 | 『オトナビゲーション』内                                                                     |
| 熊本県         | 熊本放送（RKK）               | 13:40 - 13:50 | [ 32 ]                                                                                       |
| 中京広域圏     | CBCラジオ                     | 13:41 - 13:50 | 『北野誠のズバリ』内                                                                         |
| 石川県         | 北陸放送（MRO）               | 13:50 - 14:00 | 『竜香の人生相談』（月曜）内 『おいね★どいね』（火曜 - 金曜）内                              |
| 大分県         | 大分放送（OBS）               | 14:20 - 14:30 | 『情熱ライブ!Voice』内                                                                       |
| 山口県         | 山口放送（KRY）               | 14:50 - 15:00 | 『お昼はZETTAI ラジTIME』内                                                                  |
| 愛媛県         | 南海放送（RNB）               | 15:00 - 15:10 | 『Tips』内                                                                                   |
| 北海道         | 北海道放送（HBC）             | 15:35 - 15:45 | 『カーナビラジオ午後一番!』内                                                                |
| 沖縄県         | 琉球放送（RBC）               | 15:40 - 15:50 | [ 36 ] [ 37 ]                                                                                |
| 富山県         | 北日本放送（KNB）             | 16:00 - 16:10 |                                                                                              |
| 福島県         | ラジオ福島（rfc）             | 16:10 - 16:20 | [ 38 ]                                                                                       |
| 宮崎県         | 宮崎放送（mrt）               | 16:20 - 16:30 |                                                                                              |
| 関西広域圏     | MBSラジオ                     | 16:52 - 17:00 | 『上泉雄一のええなぁ!』（月曜 - 木曜）内 『福島のぶひろの、金曜でいいんじゃない?』（金曜）内 |
| 長野県         | 信越放送（SBC）               | 17:15 - 17:25 | [ 43 ]                                                                                       |
| 広島県         | 中国放送（RCC）               | 17:15 - 17:25 | [ 44 ] [ 45 ]                                                                                |